# Gunong Kapho
Gunong Kapho is een plaats in het bestuurlijke gebied Aceh Selatan in de Indonesische provincie Atjeh. Het dorp telt 394 inwoners (volkstelling 2010).